# Pivnice (Cazin)
Pivnice falu Bosznia-Hercegovinában, a Bosznia-hercegovinai Föderáció Una-Szanai kantonjában.

## Fekvése
Bosznia-Hercegovina északnyugati részén, Bihácstól légvonalban 24, közúton 32 km-re, Cazin központjától légvonalban 6, közúton 10 km-re északkeletre levő erdős, dombos vidéken, a Pivnica-patak völgyében fekszik. 

## Népessége
| Nemzetiségi csoport | Népesség 1991 | Népesség 2013 |
| ------------------- | ------------- | ------------- |
| Szerb               | 0             | 0             |
| Bosnyák             | 569           | 581           |
| Horvát              | 0             | 0             |
| Jugoszláv           | 3             | 0             |
| Egyéb               | 1             | 3             |
| Összesen            | 573           | 584           |

## Története
A pivnicei muszlim gyülekezet az azonos nevű falun kívül Kržalići falu egy részét is magában foglalja. A gyülekezetnek 41 háztartása van, és van egy mecsetje, amelyet először minaret nélküli mecsetnek építettek 1982-ben, és ugyanabban az évben május 29-én nyitották meg hivatalosan. A részben felújított, ma minarettel ellátott mecsetet hivatalosan 1997. augusztus 24-én nyitották meg. A gyülekezet csak 1990. január 1-jén kezdett el aktívan, teljes kapacitással dolgozni, ekkortól Szulejmán Hašić efendi szolgált állandó imámként, hatibként és muallimként. 2008. június 30-ig szolgált itt, amikor a kalatai gyülekezetbe, a MIZ Kozaracba távozott, és ezóta Asim Dizdarević efendi a gyülekezet jelenlegi imámja.

## Nevezetességei
A falu mecsete 1982-ben épült, 1997-ben teljesen megújították.